# 暴力的な非国家主体
暴力的な非国家主体（ぼうりょくてきなひこっかしゅたい、英: Violent non-state actor, VNSA）とは、自らの目標を達成するために違法・非合法な暴力を使用し、それによって国家の暴力の独占に挑戦している一切の組織を指す（主権国家の行使する公権力を除く）。この用語は、アメリカ軍によって公開された複数の論文にて使用されて来た。